# Membracis carinata
Membracis carinata är en insektsart som beskrevs av Weber. Membracis carinata ingår i släktet Membracis och familjen hornstritar. Inga underarter finns listade i Catalogue of Life.